# Tour of Taiyuan femminile
Il Tour of Taiyuan femminile (it. Giro del Taiyuan femminile) è una corsa in linea femminile di ciclismo su strada che si svolge ogni anno nel mese di maggio, nell'area della città-prefettura cinese di Taiyuan, nella provincia di Shanxi. Creata nel 2019 come prova di classe 2.2, si svolge in contemporanea con la prova maschile, che si disputa a tappe.

## Albo d'oro
Aggiornato all'edizione 2019.
| Anno | Vincitore                                        | Secondo                                          | Terzo                                            |
| ---- | ------------------------------------------------ | ------------------------------------------------ | ------------------------------------------------ |
| 2019 | Arianna Fidanza                                  | Lisa Morzenti                                    | Wing Yee Leung                                   |
| 2020 | non disputata a causa della pandemia di COVID-19 | non disputata a causa della pandemia di COVID-19 | non disputata a causa della pandemia di COVID-19 |